# Trigueros
Trigueros là một đô thị ở tỉnh Huelva, Andalucía, Tây Ban Nha.
Đô thị này nằm ở độ cao 76 m và cách tỉnh lỵ Huelva 19,5 km, giữa khu vực hai sông Tinto và Odiel (Huelva).
Đô thị này giáp Alosno,Calañas, Beas, Moguer..
Dân số năm 2007 là 7.396 người, diện tích là 118,3 km², mật độ dân số 62,5 người/km².